# 明圣桥
明圣桥，又称黄塘桥，是一座位于中华人民共和国广东省惠州市惠城区的桥梁，始建年代不早于北宋，且不晚于明。现今的桥梁于1956年重建。
该桥位于惠州西湖陈公堤，是惠州西湖“五湖六桥八景”中“六桥”的第五桥，亦是黄塘东路的组成部分。

## 构造
现今的明圣桥为惠城区的一条横跨西湖的桥梁，长7米，宽6.4米，其中行车线宽4.5米。桥梁为平桥，材料为钢筋混凝土。

## 历史
明圣桥最早的修筑时间不明，但其结构为石门木桥，明万历年间，惠州府知府李畿嗣重修此桥为石桥。之后，该桥获一名继任的姚姓知府题名为“明圣”。1930年，张友仁主持重修陈公堤，其间将明圣桥重修为混凝土桥梁。之后，周醒南等人又在惠樟公路会协助下改建桥梁，增高桥拱，方便船只往来。
1956年，有关部门将该桥改建为钢筋混凝土平桥，并为该桥加装了桥栏。1987年，惠州西湖风景区管理局将陈公堤（含该桥）的路面翻新为混凝土路面，并翻修该桥的护栏。21世纪初，配合丰湖清淤工程，该桥再度重修；重修后，桥头竖立刻有该桥梁名称的石碑。

## 关联艺术创作
明代诗人陈运曾赋“西湖六桥”组诗，当中《明圣桥》云：
|                    | 明圣微茫报晓钟，栖禅于此怔南宗。何人钓罢前溪月，长啸南天第一峰。 |
| ——陈运，《明圣桥》 |                                                                  |